# Phạm Huyền Ngọc
Phạm Huyền Ngọc (sinh ngày 4 tháng 10 năm 1962) là chính trị gia người Việt Nam và là sĩ quan cao cấp của lực lượng Công an nhân dân Việt Nam, hàm Đại tá. Ông hiện là đại biểu Quốc hội Việt Nam khóa 14 nhiệm kì 2016-2021, thuộc đoàn đại biểu Quốc hội tỉnh Ninh Thuận. Ông đã trúng cử đại biểu Quốc hội năm 2016 ở đơn vị bầu cử số 1, tỉnh Ninh Thuận gồm có thành phố Phan Rang - Tháp Chàm và các huyện: Bác Ái, Ninh Sơn, Thuận Bắc.

## Xuất thân
Phạm Huyền Ngọc quê quán ở xã Phổ Ninh, huyện Đức Phổ, tỉnh Quảng Ngãi.
Ông hiện cư trú ở Khu phố 3, phường Phước Mỹ, thành phố Phan Rang - Tháp Chàm, tỉnh Ninh Thuận.

## Giáo dục
- Giáo dục phổ thông: 12/12
- Đại học An ninh
- Đại học chuyên ngành Xây dựng Đảng và chính quyền Nhà nước
- Cao cấp lí luận chính trị

## Sự nghiệp
Ông gia nhập Đảng Cộng sản Việt Nam vào ngày 6/12/1985.
Ông từng là đại biểu hội đồng nhân dân tỉnh Ninh Thuận nhiệm kỳ 2011 - 2016.
Khi ứng cử đại biểu Quốc hội Việt Nam khóa 14 vào tháng 5 năm 2016 ông đang là Thường vụ Tỉnh ủy, Bí
thư Đảng ủy, Đại tá, Giám đốc Công an tỉnh Ninh Thuận, làm việc ở Công an tỉnh Ninh Thuận, có bằng cao cấp lí luận chính trị.
Ông đã trúng cử đại biểu Quốc hội năm 2016 ở đơn vị bầu cử số 1, tỉnh Ninh Thuận gồm có thành phố Phan Rang - Tháp Chàm và các huyện: Bác Ái, Ninh Sơn, Thuận Bắc, được 176.683 phiếu, đạt tỷ lệ 75,59% số phiếu
hợp lệ.
Ông hiện là Đại tá, Ủy viên Ban Thường vụ Tỉnh ủy, Bí thư Đảng ủy, Giám đốc Công an tỉnh Ninh Thuận, Ủy viên Ủy ban Quốc phòng và An ninh của Quốc hội.
Ông đang làm việc ở Công an tỉnh Ninh Thuận.